# Саркісов Артур Сергійович
Артур Сергійович Саркісов (вірм. Արթուր Սարկիսով, нар. 19 січня 1987, Грозний) — вірменський футболіст, нападник клубу «Волга» (Нижній Новгород) та національної збірної Вірменії.

## Клубна кар'єра
У дорослому футболі дебютував 2006 року виступами за команду клубу «Реутов», в якій провів два сезони, взявши участь у 74 матчах чемпіонату.
Своєю грою за цю команду привернув увагу представників тренерського штабу клубу «Локомотив» (Москва), до складу якого приєднався 2009 року. Наступні два сезони своєї ігрової кар'єри відіграв за дублерів московських залізничників. Більшість часу, проведеного у складі другої команди московського «Локомотива», був основним гравцем атакувальної ланки команди та одним з головних її бомбардирів, маючи середню результативність на рівні 0,74 голу за гру першості.
З 2011 року почав залучатися до основного складу «Локомотива», проте у матчах чемпіонату в основній команді так й не дебютував, натомість був переданий в оренду до «Шинника». В новому клубі був серед найкращих голеодорів, відзначаючись забитим голом в середньому щонайменше у кожній третій грі чемпіонату.
До складу нижегородської «Волги» приєднався 2012 року на правах оренди. Наразі встиг відіграти за команду з Нижнього Новгорода 3 матчі в національному чемпіонаті.

## Виступи за збірну
У 2011 році дебютував в офіційних матчах у складі національної збірної Вірменії. Наразі провів у формі головної команди країни 14 матчів, забивши 3 голи.